# Élections européennes de 2019 en Espagne
Les élections européennes de 2019 en Espagne (en espagnol : elecciones al Parlamento Europeo de 2019) sont les élections des députés de la neuvième législature du Parlement européen, qui se déroulent du 23 mai au 26 mai 2019 dans tous les États membres de l'Union européenne, dont l'Espagne où elles ont lieu le 26 mai 2019.
Elles coïncident avec les élections municipales et les élections dans plusieurs communautés autonomes.
Le scrutin voit la victoire du Parti socialiste ouvrier espagnol, qui l'emporte pour la première fois depuis 2004, et l'entrée de l'extrême droite espagnole au Parlement européen du fait de l'élection de trois candidats de Vox.

## Contexte
Au niveau européen, le scrutin intervient dans un contexte inédit. La mandature 2014-2019 a en effet vu intervenir plusieurs événements susceptibles d'influer durablement sur la situation politique européenne, comme le référendum sur l'appartenance du Royaume-Uni à l'Union européenne en 2016, l'arrivée ou la reconduction au pouvoir dans plusieurs pays de gouvernements eurosceptiques et populistes (en Hongrie en 2014, en Pologne en 2015, en Autriche en 2017 et en Italie en 2018) et l'adoption de l'Accord de Paris sur le climat en 2015. Les élections interviennent alors que la Commission européenne est présidée depuis 15 ans par le Parti populaire européen (PPE) ; la Commission sortante, présidée par Jean-Claude Juncker, rassemble des membres du PPE, de l'Alliance des libéraux et des démocrates pour l'Europe et du Parti socialiste européen.
En Espagne, les élections européennes se déroulent un an après la condamnation du Parti populaire dans le cadre de l'affaire Gürtel le vote de la motion de censure à l'encontre du gouvernement Rajoy. Cette motion de censure a permis au socialiste Pedro Sánchez de devenir président du gouvernement d'Espagne. En février 2019, Pedro Sánchez convoque des élections anticipées pour le 28 avril 2019 à la suite du rejet par le Congrès des députés du projet de loi de finances pour l'année 2019. La victoire lors de ce scrutin revient au PSOE, qui s'impose pour la première fois depuis 2008, avec près de 30 % des suffrages exprimés. Le Parti populaire, formation dominante de la droite et du centre droit, manque de se faire dépasser par Ciudadanos tandis que l'extrême droite intègre le Congrès pour la première fois depuis la mort de Franco avec Vox.
Le vote prend aussi place moins de deux ans après le référendum pour l'indépendance de la Catalogne et la déclaration d’indépendance suspendue, ayant entraîné une importance crise politique et institutionnelle.

## Mode de scrutin
Les élections européennes se déroulent en Espagne suivant un système de représentation proportionnelle, les sièges étant repartis entre les partis suivant la Méthode d'Hondt, l'ensemble du pays constituant la circonscription électorale et aucun seuil électoral ne devant être franchi pour obtenir des députés européens.
Dans la perspective du départ du Royaume-Uni de l'Union européenne, l'Espagne s'est vu attribuer cinq sièges supplémentaires, portant à 59 le nombre de députés que l'Espagne doit élire. Toutefois, le Royaume-Uni faisant toujours partie de l'Union européenne le 2 avril 2019, date de publication du décret de convocation des élections, cinq députés (un PSOE, un PP, un Ciudadanos, un Vox, et un Lliures) ne siègent qu'après l'entrée en vigueur du Brexit, à compter du 1er février 2020.

## Campagne

### Partis et candidats

#### Principales candidatures
| Force politique | Force politique                                                             | Force politique                                                             | Force politique                             | Force politique | Force politique | Tête de liste                 | Idéologie                                                                     | Résultats en 2014           |
| --------------- | --------------------------------------------------------------------------- | --------------------------------------------------------------------------- | ------------------------------------------- | --------------- | --------------- | ----------------------------- | ----------------------------------------------------------------------------- | --------------------------- |
|                 | Parti populaire (es) Partido Popular                                        | Parti populaire (es) Partido Popular                                        | PP                                          |                 | PPE             | Dolors Montserrat             | Centre droit à droite Libéral-conservatisme, démocratie chrétienne            | 26,09 % des voix 16 députés |
|                 | Parti socialiste ouvrier espagnol (es) Partido Socialista Obrero Español    | Parti socialiste ouvrier espagnol (es) Partido Socialista Obrero Español    | PSOE                                        |                 | PSE             | Josep Borrell                 | Centre gauche Social-démocratie, progressisme                                 | 23,01 % des voix 14 députés |
|                 | Parti des socialistes de Catalogne                                          |                                                                             |                                             |                 | PSE             | Josep Borrell                 | Centre gauche Social-démocratie, progressisme                                 | 23,01 % des voix 14 députés |
|                 | Unidas Podemos, Unies, nous pouvons                                         | Unidas Podemos, Unies, nous pouvons                                         | Podemos-IU                                  |                 |                 | María Eugenia Rodríguez Palop | Gauche à extrême gauche Socialisme démocratique, antimondialisme, féminisme   | 18,01 % des voix 11 députés |
|                 | Podemos                                                                     |                                                                             |                                             |                 |                 | María Eugenia Rodríguez Palop | Gauche à extrême gauche Socialisme démocratique, antimondialisme, féminisme   | 18,01 % des voix 11 députés |
|                 | Izquierda Unida                                                             | Izquierda Unida                                                             |                                             | PGE             |                 | María Eugenia Rodríguez Palop | Gauche à extrême gauche Socialisme démocratique, antimondialisme, féminisme   | 18,01 % des voix 11 députés |
|                 | Catalogne en commun                                                         | Catalogne en commun                                                         |                                             | PVE             |                 | María Eugenia Rodríguez Palop | Gauche à extrême gauche Socialisme démocratique, antimondialisme, féminisme   | 18,01 % des voix 11 députés |
|                 | Barcelone en commun                                                         |                                                                             |                                             |                 |                 | María Eugenia Rodríguez Palop | Gauche à extrême gauche Socialisme démocratique, antimondialisme, féminisme   | 18,01 % des voix 11 députés |
|                 | Ciudadanos Citoyens                                                         | Ciudadanos Citoyens                                                         | Cs                                          |                 | ALDE            | Luis Garicano                 | Centre à droite Libéral-conservatisme, réformisme, anti-nationalisme          | 9,67 % des voix 6 députés   |
|                 | Union, progrès et démocratie                                                |                                                                             |                                             |                 |                 | Luis Garicano                 | Centre à droite Libéral-conservatisme, réformisme, anti-nationalisme          | 9,67 % des voix 6 députés   |
|                 | Ahora Repúblicas Des Républiques maintenant                                 | Ahora Repúblicas Des Républiques maintenant                                 | Ahora Repúblicas Des Républiques maintenant |                 |                 | Oriol Junqueras               | Centre gauche à gauche Socialisme démocratique, souverainisme, républicanisme | 6,09 % des voix 3 députés   |
|                 | Gauche républicaine de Catalogne                                            | Gauche républicaine de Catalogne                                            |                                             | ALE             |                 | Oriol Junqueras               | Centre gauche à gauche Socialisme démocratique, souverainisme, républicanisme | 6,09 % des voix 3 députés   |
|                 | Euskal Herria Bildu                                                         |                                                                             |                                             |                 |                 | Oriol Junqueras               | Centre gauche à gauche Socialisme démocratique, souverainisme, républicanisme | 6,09 % des voix 3 députés   |
|                 | Bloc nationaliste galicien                                                  | Bloc nationaliste galicien                                                  |                                             | ALE             |                 | Oriol Junqueras               | Centre gauche à gauche Socialisme démocratique, souverainisme, républicanisme | 6,09 % des voix 3 députés   |
|                 | Coalition pour une Europe solidaire (es) Coalición por una Europa Solidaria | Coalition pour une Europe solidaire (es) Coalición por una Europa Solidaria | CEUS                                        |                 |                 | Izaskun Bilbao                | Centre à centre droit Nationalisme, libéralisme                               | En coalition 1 député       |
|                 | Parti nationaliste basque                                                   | Parti nationaliste basque                                                   |                                             | PDE             |                 | Izaskun Bilbao                | Centre à centre droit Nationalisme, libéralisme                               | En coalition 1 député       |
|                 | Coalition canarienne                                                        | Coalition canarienne                                                        |                                             | PDE             |                 | Izaskun Bilbao                | Centre à centre droit Nationalisme, libéralisme                               | En coalition 1 député       |
|                 | Compromiso por Galicia                                                      |                                                                             |                                             |                 |                 | Izaskun Bilbao                | Centre à centre droit Nationalisme, libéralisme                               | En coalition 1 député       |
|                 | Atarrabia Taldea (es)                                                       |                                                                             |                                             |                 |                 | Izaskun Bilbao                | Centre à centre droit Nationalisme, libéralisme                               | En coalition 1 député       |
|                 | El Pi – Proposta per les Illes                                              |                                                                             |                                             |                 |                 | Izaskun Bilbao                | Centre à centre droit Nationalisme, libéralisme                               | En coalition 1 député       |
|                 | Démocrates valenciens                                                       |                                                                             |                                             |                 |                 | Izaskun Bilbao                | Centre à centre droit Nationalisme, libéralisme                               | En coalition 1 député       |
|                 | Libres pour l'Europe (ca) Lliures per Europa                                | Libres pour l'Europe (ca) Lliures per Europa                                | Junts                                       |                 |                 | Carles Puigdemont             | Attrape-tout Indépendantisme catalan, républicanisme                          | En coalition 1 député       |
|                 | Parti démocrate européen catalan                                            |                                                                             |                                             |                 |                 | Carles Puigdemont             | Attrape-tout Indépendantisme catalan, républicanisme                          | En coalition 1 député       |
|                 | Vox                                                                         | Vox                                                                         | Vox                                         |                 | ECR             | Jorge Buxadé                  | Extrême droite Néo-franquisme, centralisme, ultranationalisme                 | 1,57 % des voix 0 député    |

### Sondages
| Institut                      | Date          | AR    | UP     | CxE   | PSOE   | CEU   | PNV   | JxC   | Cs     | PP     | Vox    | PACMA | Autres |
| ----------------------------- | ------------- | ----- | ------ | ----- | ------ | ----- | ----- | ----- | ------ | ------ | ------ | ----- | ------ |
| Institut                      | Date          |       |        |       |        |       |       |       |        |        |        |       |        |
| Sigma Dos                     | 20 mai 2019   | 5,2 % | 10,2 % | 2,3 % | 32,1 % | -     | -     | 2,4 % | 15,8 % | 16,8 % | 8,5 %  | -     | 6,7 %  |
| GAD3                          | 20 mai 2019   | 3,5 % | 10,6 % | 1,8 % | 32,9 % | -     | -     | 4,8 % | 13,5 % | 19,7 % | 6,8 %  | -     | 6,4 %  |
| Electomania                   | 16 mai 2019   | 5,4 % | 14,1 % | 1,5 % | 25,7 % | -     | 1,5 % | 3,5 % | 16,9 % | 16,3 % | 8,7 %  | 2,5 % | 3,9 %  |
| DYM                           | 15 mai 2019   | 6,0 % | 14,0 % | -     | 30,0 % | -     | -     | 3 %   | 16 %   | 20 %   | 8 %    | -     | 3 %    |
| Metroscopia                   | 14 mai 2019   | 3,8 % | 14,4 % | -     | 30,8 % | -     | -     | 3,3 % | 15,6 % | 19,6 % | 7,7 %  | -     | 4,8 %  |
| GAD3                          | 12 mai 2019   | 5,0 % | 11,4 % | 1,6 % | 30,3 % | -     | -     | 3,0 % | 16,6 % | 18,5 % | 7,8 %  | -     | 5,8 %  |
| 40dB                          | 10 mai 2019   | 5,5 % | 14,8 % | -     | 28,9 % | -     | -     | 2,5 % | 16,1 % | 18,9 % | 8,4 %  | -     | 4,9 %  |
| Electomania                   | 8 mai 2019    | 5,8 % | 14,1 % | 1,6 % | 22,9 % | -     | 1,6 % | 3,5 % | 18,3 % | 14,9 % | 10,3 % | 2,6 % | 4,4 %  |
| Élections générales de 2019   | 25 mai 2019   | 5,3 % | 14,3 % | 2,1 % | 28,7 % | -     | 1,0 % | 1,9 % | 15,9 % | 16,7 % | 10,3 % | 1,3 % | 2,5 %  |
| Sigma Dos                     | 11 avril 2019 | 4,7 % | 12,7 % | -     | 29,6 % | -     | 1,4 % | 1,0 % | 13,8 % | 21,8 % | 9,6 %  | 1,0 % | 4,4 %  |
| Electomania                   | 9 avril 2019  | 5,0 % | 11,2 % | 2,4 % | 23,1 % | -     | 1,5 % | 1,9 % | 16,8 % | 20,0 % | 11,7 % | 3,5 % | 2,9 %  |
| Electomania                   | 2 avril 2019  | 5,0 % | 10,9 % | 2,6 % | 23,2 % | -     | 1,5 % | 1,7 % | 18,9 % | 18,6 % | 11,9 % | 3,4 % | 2,3 %  |
| Electomania                   | 26 mars 2019  | 5,0 % | 10,4 % | 2,5 % | 24,0 % | 3,1 % | 3,1 % | 3,1 % | 18,6 % | 19,6 % | 13,4 % | 3,1 % | 0,3 %  |
| Electomania                   | 19 mars 2019  | 5,1 % | 10,6 % | 2,3 % | 22,3 % | 3,1 % | 3,1 % | 3,1 % | 17,6 % | 19,0 % | 11,3 % | 3,3 % | 5,4 %  |
| Electomania                   | 12 mars 2019  | 5,3 % | 10,9 % | 2,3 % | 21,8 % | 3,1 % | 3,1 % | 3,1 % | 18,3 % | 19,0 % | 13,3 % | 3,0 % | 3,0 %  |
| Sigma Dos                     | 7 mars 2019   | 4,6 % | 15,6 % | –     | 28,8 % | -     | 1,4 % | 1,0 % | 15,1 % | 20,3 % | 8,4 %  | 1,3 % | 3,5 %  |
| ElectoPanel                   | 6 mars 2019   | 5,1 % | 11,1 % | 2,4 % | 21,3 % | 3,0 % | 3,0 % | 3,0 % | 18,8 % | 19,1 % | 13,4 % | 3,1 % | 2,7 %  |
| Élections européennes de 2014 | 25 mai 2014   | 6,1 % | 18,0 % | 1,9 % | 23,0 % | 5,4 % | 5,4 % | 5,4 % | 9,7 %  | 26,1 % | 1,6 %  | 1,1 % | 7,1 %  |

| Institut      | Date          | AR  | Pod. | CxE | PSOE  | CEU | PNV | JxC | Cs    | PP    | Vox | PACMA | Autres |
| ------------- | ------------- | --- | ---- | --- | ----- | --- | --- | --- | ----- | ----- | --- | ----- | ------ |
| Institut      | Date          |     |      |     |       |     |     |     |       |       |     |       |        |
| Sigma Dos     | 20 mai 2019   | 3   | 6    | 1   | 18/20 | -   | -   | 1   | 9/10  | 9/10  | 5   | -     | -      |
| GAD3          | 20 mai 2019   | 1/2 | 6/7  | 0/1 | 19/20 | -   | -   | 2/3 | 8/9   | 11/12 | 3/4 | -     | -      |
| Electomania   | 16 mai 2019   | 3   | 8    | 0   | 15    | -   | 0   | 2   | 10    | 10    | 5   | 1     | 0      |
| DYM           | 15 mai 2019   | 3   | 8    | -   | 19/20 | -   | -   | 1   | 9/10  | 12/13 | 5   | -     | 0      |
| Metroscopia   | 14 mai 2019   | 2   | 8    | -   | 18    | -   | -   | 2   | 9     | 11    | 4   | -     | 0      |
| GAD3          | 12 mai 2019   | 1   | 7    | 1   | 20    | -   | -   | 1   | 10    | 12    | 5   | -     | 0      |
| 40dB          | 10 mai 2019   | 3   | 8/9  | -   | 17    | -   | -   | 1   | 9     | 11    | 4/5 | 1     | 0      |
| Electomania   | 8 mai 2019    | 3   | 8    | -   | 13    | -   | 0   | 2   | 11    | 9     | 6   | 1     | 1      |
| Sigma Dos     | 11 avril 2019 | 2/3 | 7/8  | -   | 18/19 | -   | 0   | 0   | 9     | 13/14 | 6   | 0     | 0/4    |
| Electomania   | 9 avril 2019  | 2/3 | 6/7  | 1   | 13/15 | -   | 0   | 1   | 10    | 12/13 | 7   | 2     | 0/5    |
| Electomania   | 2 avril 2019  | 2/3 | 6/7  | 1   | 13/14 | -   | 0   | 1   | 11/12 | 11/12 | 7   | 2     | 0/5    |
| Electomania   | 19 mars 2019  | 3   | 6    | 1   | 14/15 | 1/2 | 1/2 | 1/2 | 11    | 11/12 | 6/7 | 1/2   | 0/5    |
| Electomania   | 12 mars 2019  | 3   | 7    | 1   | 14    | 2   | 2   | 2   | 11    | 12    | 8   | 1     | 0      |
| Sigma Dos     | 7 mars 2019   | 3   | 10   | –   | 19    | -   | 0   | 0   | 9     | 13    | 5   | 0     | 0      |
| ElectoPanel   | 6 mars 2019   | 3   | 7    | 1   | 13    | 1   | 1   | 1   | 12    | 12    | 8   | 2     | 0      |
| Eu.Föderalist | 6 mars 2019   | 2   | 7    | 1   | 17    | 1   | 1   | 1   | 10    | 13    | 7   | -     | 1      |

## Résultats

### Participation
| Taux de participation | En 2014 | En 2019 | Différence |
| --------------------- | ------- | ------- | ---------- |
| à 14 heures           | 23,87 % | 34,73 % | 10,86      |
| à 18 heures           | 34,07 % | 49,43 % | 15,36      |
| à 20 heures           | 45,84 % | 60,73 % | 14,89      |

### Voix et sièges
| Liste                    | Liste                                                   | Voix       | %     | +/-  | Sièges | Sièges        | Sièges | Groupe               |
| Liste                    | Liste                                                   | Voix       | %     | +/-  | 54     | +/-           | 59     | Groupe               |
| ------------------------ | ------------------------------------------------------- | ---------- | ----- | ---- | ------ | ------------- | ------ | -------------------- |
|                          | Parti socialiste ouvrier espagnol (PSOE)                | 7 369 789  | 32,86 | 9,85 | 20     | 6             | 21     | S&D                  |
|                          | Parti populaire (PP)                                    | 4 519 205  | 20,15 | 5,94 | 12     | 4             | 13     | PPE                  |
|                          | Ciudadanos (Cs)                                         | 2 731 825  | 12,18 | 2,51 | 7      | 1             | 8      | RE                   |
|                          | Unidas Podemos (PODEMOS-IU)                             | 2 258 857  | 10,07 | 7,94 | 6      | 5             | 6      | Verts/ALE GUE/NGL    |
|                          | Vox                                                     | 1 393 684  | 6,21  | 4,64 | 3      | 3             | 4      | CRE                  |
|                          | Ahora Repúblicas                                        | 1 252 139  | 5,58  | 0,51 | 3      | en stagnation | 3      | Verts/ALE GUE/NGL NI |
|                          | Lliures per Europa (Lliures)                            | 1 018 435  | 4,54  | Nv.  | 2      | 1             | 3      | NI                   |
|                          | Coalition pour une Europe solidaire (CEUS)              | 633 090    | 2,82  | Nv.  | 1      | en stagnation | 1      | RE                   |
|                          | Engagement pour l'Europe (CPE)                          | 296 491    | 1,32  | 0,60 | 0      | 1             | 0      |                      |
|                          | Parti animaliste contre la maltraitance animale (PACMA) | 294 657    | 1,32  | 0,19 | 0      | en stagnation | 0      |                      |
|                          | Autres partis                                           | 440 269    | 1,96  | -    | 0      | 1             | 0      |                      |
|                          | Blanc                                                   | 216 736    | 0,97  |      |        |               |        |                      |
|                          |                                                         |            |       |      |        |               |        |                      |
| Suffrages exprimés       | Suffrages exprimés                                      | 22 426 066 | 99,14 |      |        |               |        |                      |
| Votes nuls               | Votes nuls                                              | 193 918    | 0,86  |      |        |               |        |                      |
| Total                    | Total                                                   | 22 619 984 | 100   | -    | 54     | en stagnation | 59     | -                    |
| Abstention               | Abstention                                              | 14 628 904 | 39,27 |      |        |               |        |                      |
| Inscrits / participation | Inscrits / participation                                | 37 248 888 | 60,73 |      |        |               |        |                      |